# Bischler-Möhlau-indoolsynthese
De Bischler-Möhlau-indoolsynthese is een organische reactie, genoemd naar August Bischler en Richard Möhlau, die ze in 1892 ontwikkelende. Bij de reactie wordt een 2-aryl-indool gevormd uit α-broomacetofenon en een overmaat aan aniline.
Ondanks de lange geschiedenis van deze reactie, heeft ze vrij weinig aandacht gekregen in vergelijking met andere indool-syntheses. Dit ligt mogelijk aan de vrij moeilijke omstandigheden die de reactie nodig heeft. Er zijn later nieuwe en mildere methodes ontwikkeld, waaronder het gebruik van lithiumbromide als katalysator.

## Reactiemechanisme
Voor een reactie met dergelijke eenvoudige reagentia, is het reactiemechanisme vrij complex. De eerste stap is de reactie van het α-broomacetofenon met aniline, waarbij water wordt afgesplitst en een overgangsvorm (4) wordt gevormd. Het positief geladen anilinegedeelte in deze overgangsvorm is een vrije goede leaving group voor een elektrofiele cyclisatie tot overgansvorm 5. Deze aromatiseert en tautomeriseert snel tot het gewenste indool (7).